# Luftwaffenbasis Palmachim

i7
i11
i13

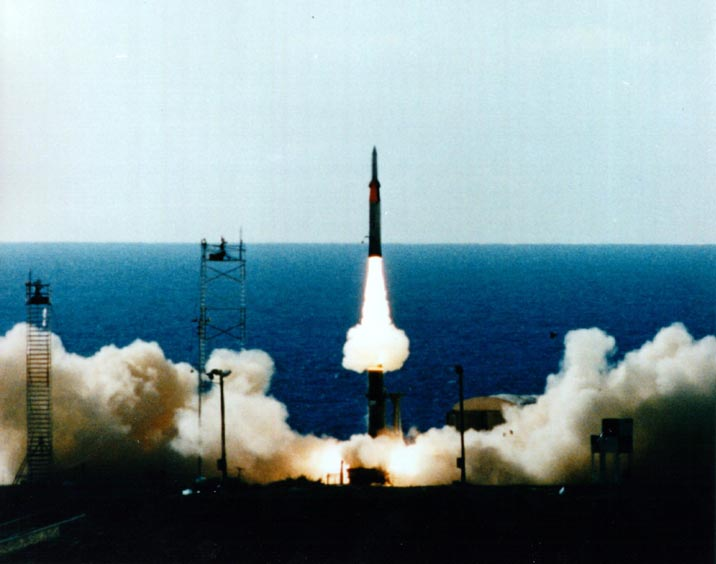
Test einer Arrow-2-Rakete 1996 auf dem Raketenstartplatz von Palmachim

Die Luftwaffenbasis Palmachim (hebräisch בָּסִיס [חֵיל הָאֲוִיר] פַּלְמַחִים Bassīs [Chejl ha-Awīr] Palmachīm, deutsch ‚[Luftstreitkraft-]Basis Palmachim‘, englisch Palmachim Airbase, ICAO-Code: LLPL) besteht aus einem Militärflugplatz der Israelischen Luftwaffe (IAF) und einem Raketenstartplatz, den die Luftwaffe und die Israelische Raumfahrtagentur (ISA) gemeinsam betreiben. Flugplatz und Raketenstartplatz liegen direkt am Mittelmeer, südlich des Kibbuz Palmachim. Etwa 12 Kilometer weiter nördlich beginnt der Ballungsraum Gusch Dan mit Tel Aviv-Jaffa. Der Flugplatz, auf dem aktuell nur Drohnen und Transporthubschrauber stationiert sind, hat drei unterschiedlich lange Start- und Landebahnen, und der Raketenstartplatz befindet sich südwestlich von diesem (Lage).

## Geschichte
Der Flugplatz wurde in der zweiten Hälfte der 1960er Jahre vom späteren Kommandeur der IAF Benjamin „Benny“ Peled eingerichtet und das Gelände zunächst genutzt, um Raketen und Geschosse zu testen, die die 151. Staffel für Raketentests in Richtung Meer abfeuerte.

### Hubschrauber
- 1975 wurde die 160. Staffel „First Cobra“ mit neuen AH-1 Cobra Tzefa Angriffshubschraubern (siehe Foto in unterer Galerie) zunächst auf dem Militärflugplatz Tel Nof eingerichtet.
- 1979 wurde diese 160. Staffel „First Cobra (später Southern Cobra)“ mit ihren Angriffshubschraubern dann von Tel Nof nach Palmachim verlegt.
- 1981 kam von Tel Nof noch die 124. Staffel „Rolling Sword“ mit Bell 212 Iroquois Anafa Hubschraubern hinzu (siehe Foto in unterer Galerie) – auch UH-1N oder Twin Huey genannt wegen der zwei Turbinen.
- 1985 wurde mit der 161. Staffel „Northern Cobra“ auf Palmachim eine zweite Staffel mit Cobras neu ins Leben gerufen, die alle im nördlichen Bereich der Basis angesiedelt waren.

Aufgrund ihrer Lage zueinander nannte man die Cobra-Staffeln auf Palmachim „Northern Cobra“ und „Southern Cobra“ Squadron (siehe auch die Karte). 2013 wurden beide Staffeln schließlich stillgelegt.
Die 124. Staffel „Rolling Sword“ war in den 1950er Jahren auf dem Militärflugplatz Tel Nof als erste Hubschrauber-Staffel Israels ins Leben gerufen worden und flog u. a. ab 1956 den Sikorsky S-55 und ab 1958 den etwas größeren Sikorsky S-58. 1962 verkaufte der damalige deutsche Verteidigungsminister Franz Josef Strauß 24 moderne S-58 nach Israel, die dann ab Ende der 1960er Jahre durch Bell 205 (UH-1D/H) Hubschrauber ergänzt und ersetzt wurden, da im Sechstagekrieg 1967 einige S-58 verloren gegangen waren. Da aber bei den einmotorigen Bell 205 im Wüstenklima und auf den Golanhöhen vermehrt Probleme auftraten und etliche den Jom-Kippur-Krieg 1973 nicht überstanden, begann man damit, diese durch Bell 212 (UH-1N) Anafa zu ersetzen, die zwei Turbinen besaßen und damit leistungsfähiger und langlebiger waren (siehe Foto in Galerie unterhalb). Im Jahr 1981 zog die Hubschrauber-Staffel dann mit ihren Bell-212-Maschinen nach Palmachim um.

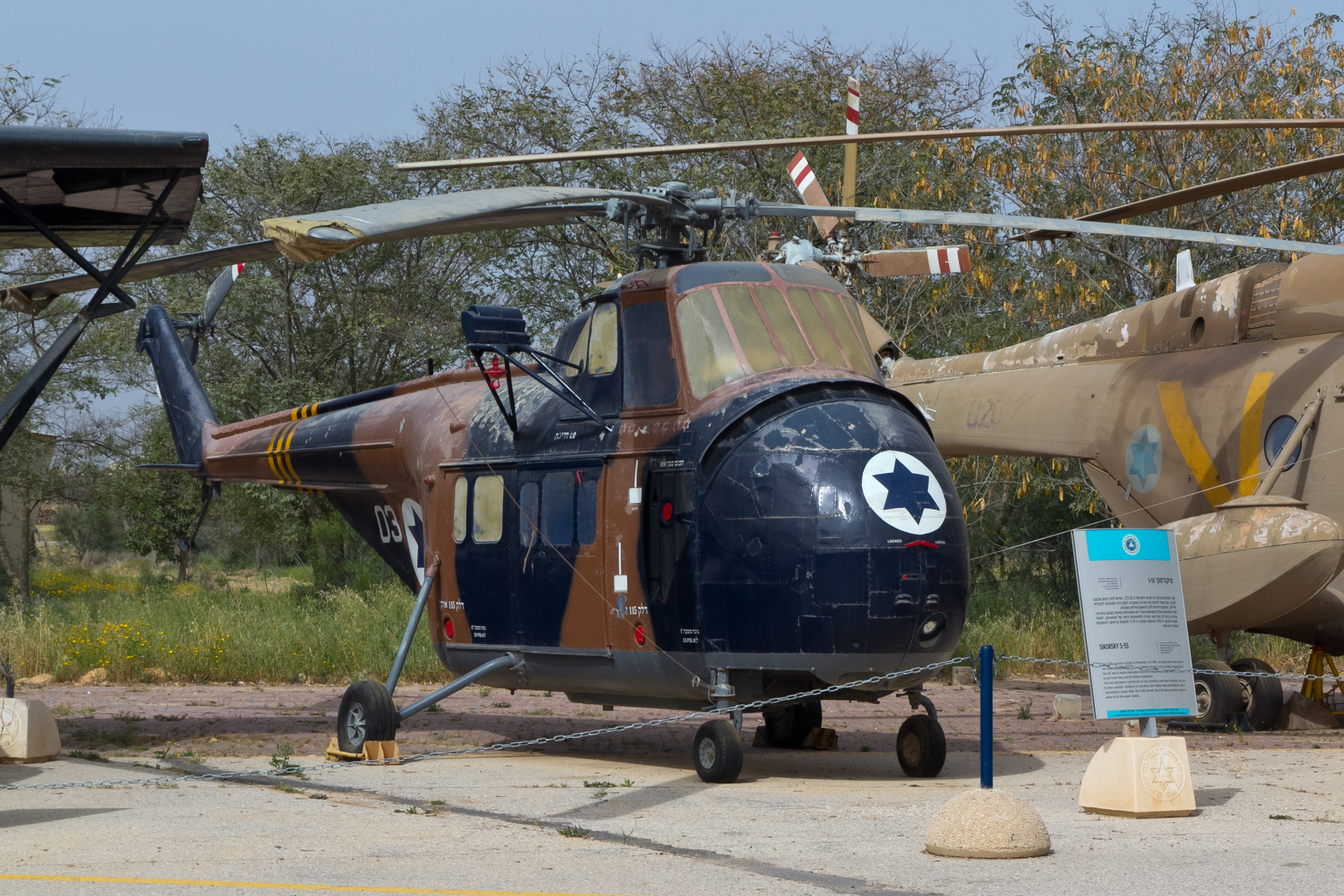
Ein Sikorsky S-55 der IAF aus den 1950er Jahren heute im IAF-Museum beim Militärflugplatz Chazerim
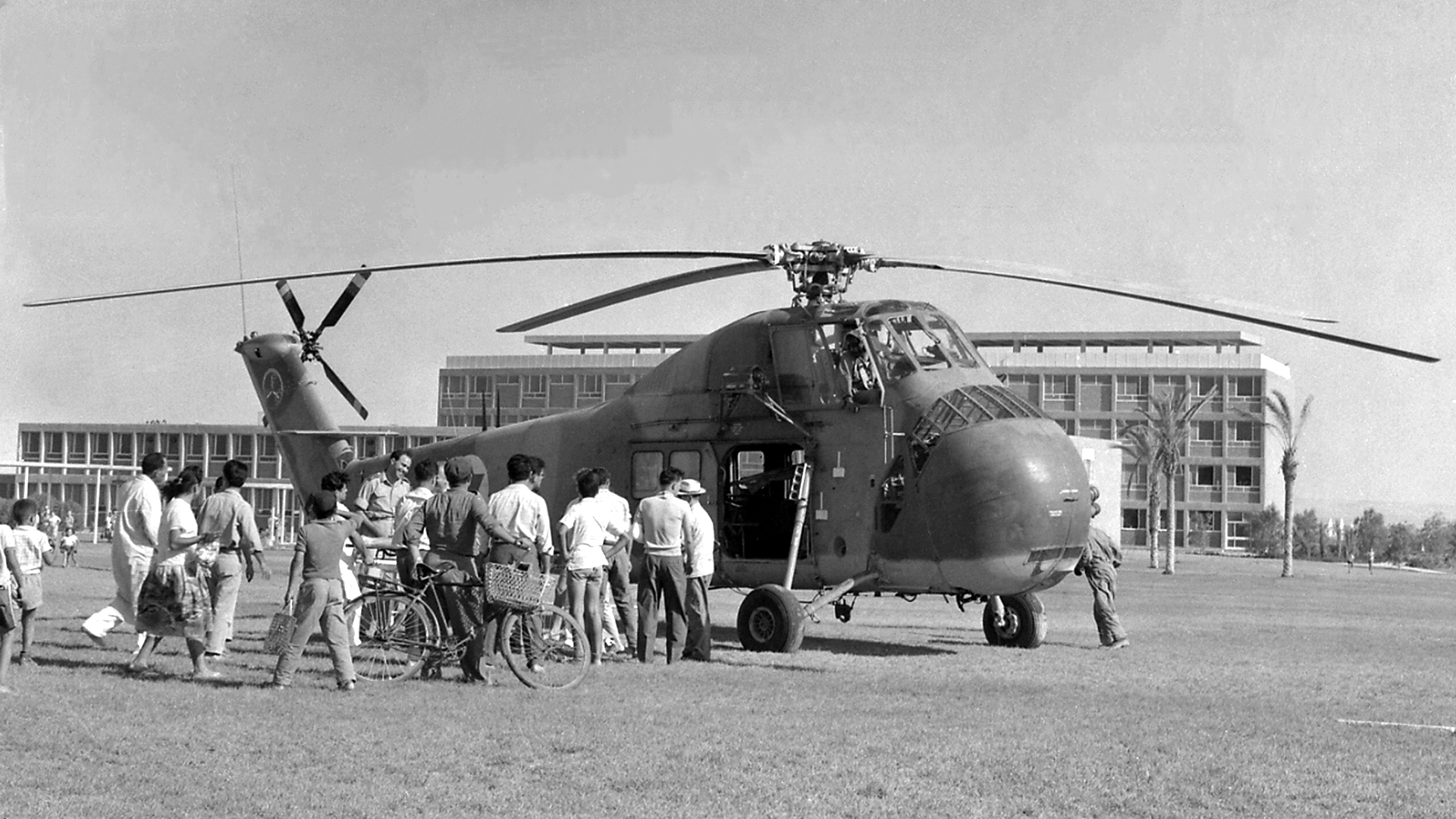
Ein Sikorsky S-58 der 124. Staffel „Rolling Sword“ in Beʾer Scheva im Jahr 1962, stationiert auf Tel Nof
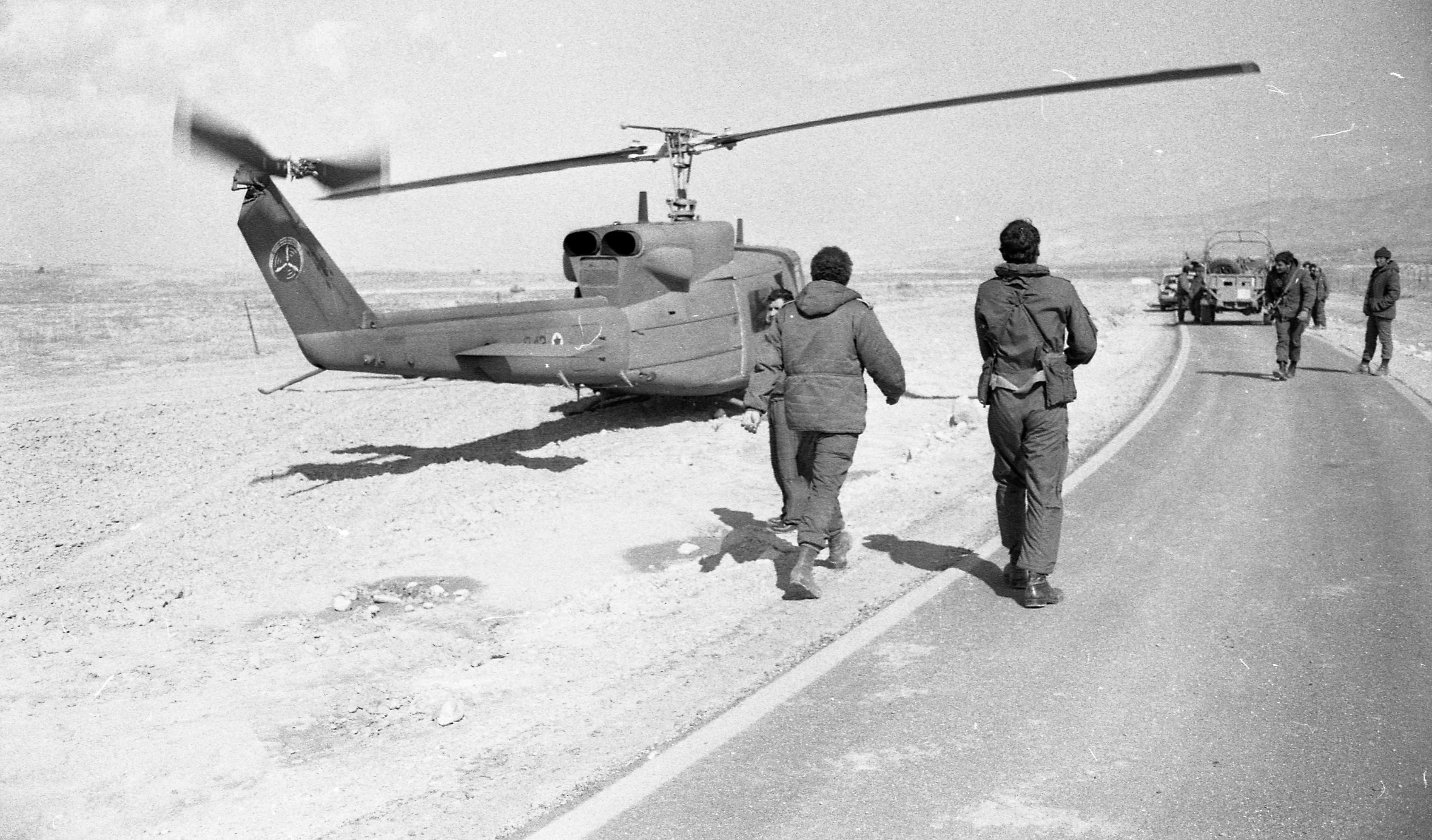
Eine Bell 212 Anafa der 124. Staffel „Rolling Sword“ von Palmachim im Jahr 1982 (Twin Huey: 2 Turbinen)
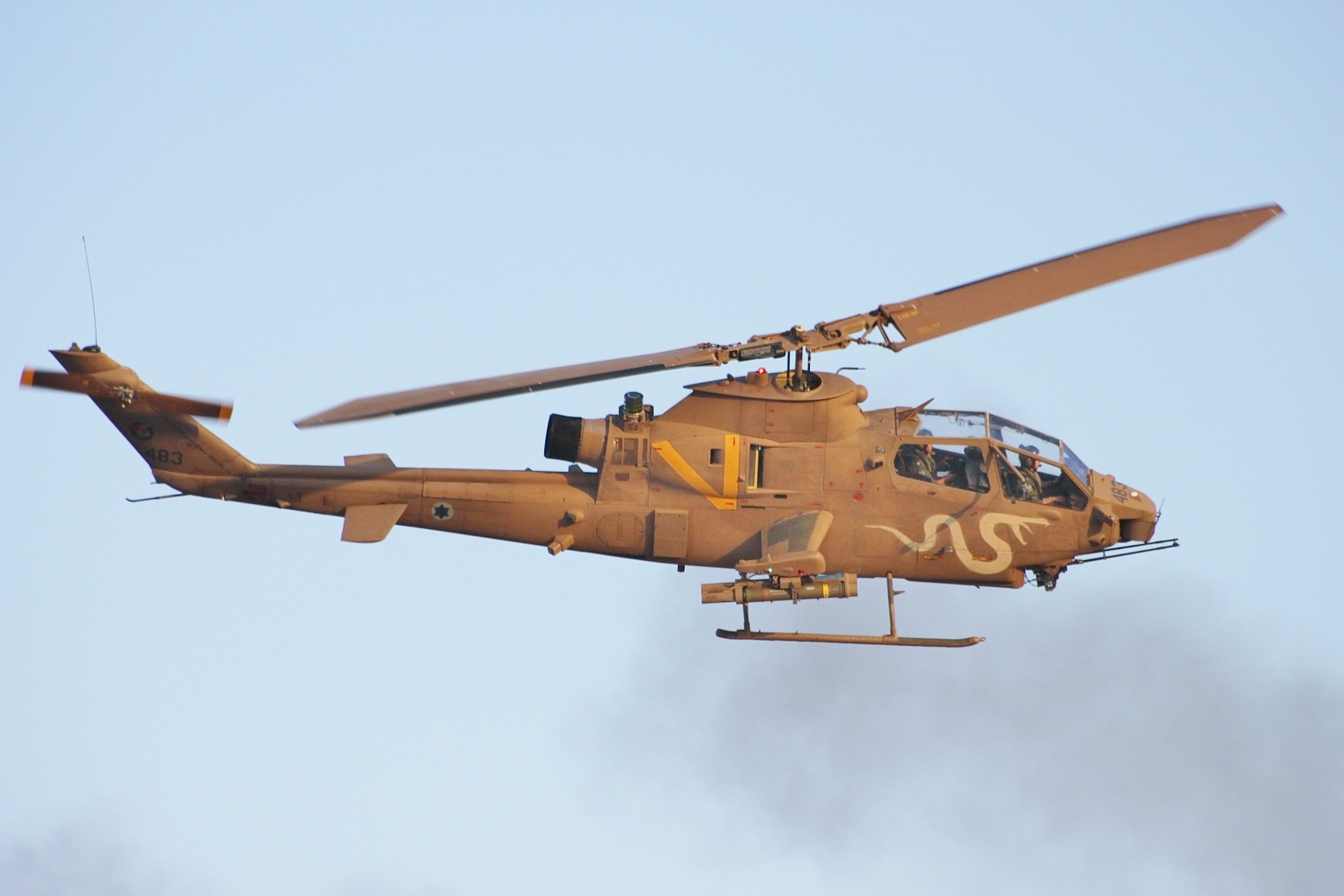
Waren von 1979 bis 2013 auf der Palmachim Airbase stationiert: AH-1 Cobra Tzefa Angriffshubschrauber

- 1994 erhielt die 124. Staffel „Rolling Sword“ auf Palmachim dort ihre ersten UH-60 Black Hawk Yanshuf Transporthubschrauber. Später erhielt die Staffel auch mehrere S-70A, die zivile Variante der UH-60.
- 2002 wurde die 123. Staffel „Desert Birds“ auf dem Militärflugplatz Chazerim mit Black Hawks wiedereröffnet.
- 2015 zog die 123. Staffel „Desert Birds“ von Chazerim zur Luftwaffenbasis Palmachim um.

Aktuell (2025) sind auf der Basis Palmachim zwei Staffeln UH-60 Black Hawk Yanshuf stationiert (siehe auch unter „Einheiten“). Diese dienen zum Truppentransport als auch für Rettungseinsätze durch die Einheit 669 – Combat Search and Rescue (CSAR), die sowohl auf dem Militärflugplatz Tel Nof mit dortigen CH-53D Sea Stallion Jasʿur als auch hier beheimatet ist.

### Drohnen
Israel setzte schon früh auf die Entwicklung von Drohnen (UAVs) und wurde neben den USA eine der führenden Nationen auf diesem Gebiet. Die Luftwaffenbasis Palmachim nahm dabei eine besondere Rolle ein. Die 200. Staffel „First UAV“ wurde bereits 1971 hier gegründet und setzte zunächst US-amerikanische Drohnen ein, wie die Ryan Firebee Mabat und die Northrop BQM-74 Chukar Telem. Doch noch im Laufe der 1970er Jahre entstanden eigene Fabrikate, wie die Tadiran/IAI Mastiff, die IAI Scout Oriole und später die AAI RQ-2 Pioneer und IAI Searcher Hugla, die alle für Aufklärungsflüge – speziell auch über umkämpftem Gebiet – eingesetzt wurden.

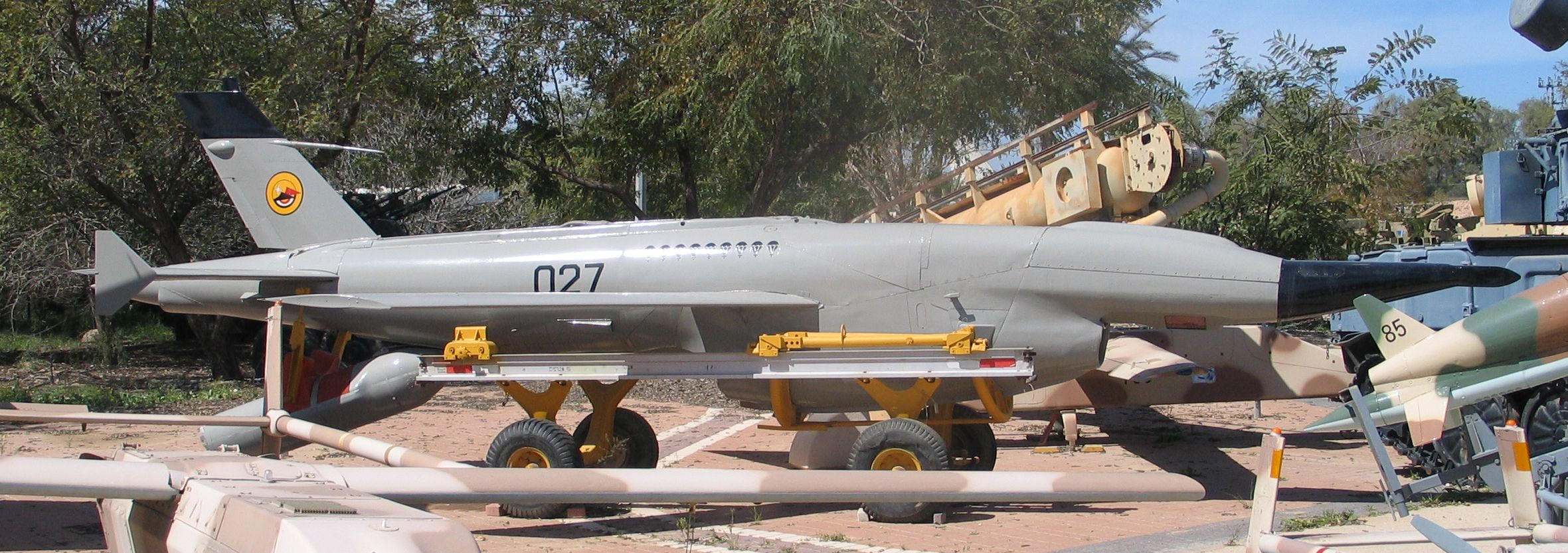
Die Ryan Firebee Mabat Drohne der 200. Staffel „First UAV“ (Heck) wurde ab 1971 eingesetzt, Chazerim 2006
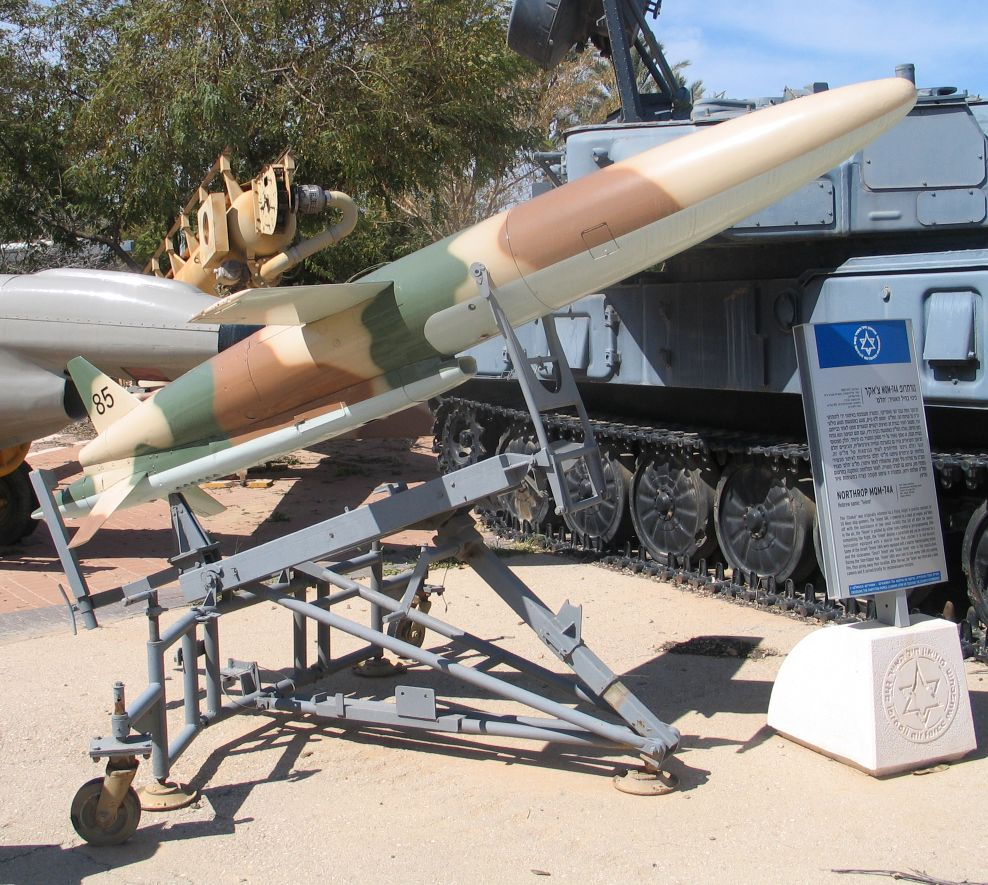
Die Northrop BQM-74 Chukar Telem wurde ebenfalls ab 1971 von der 200. Staffel „First UAV“ eingesetzt, 2006
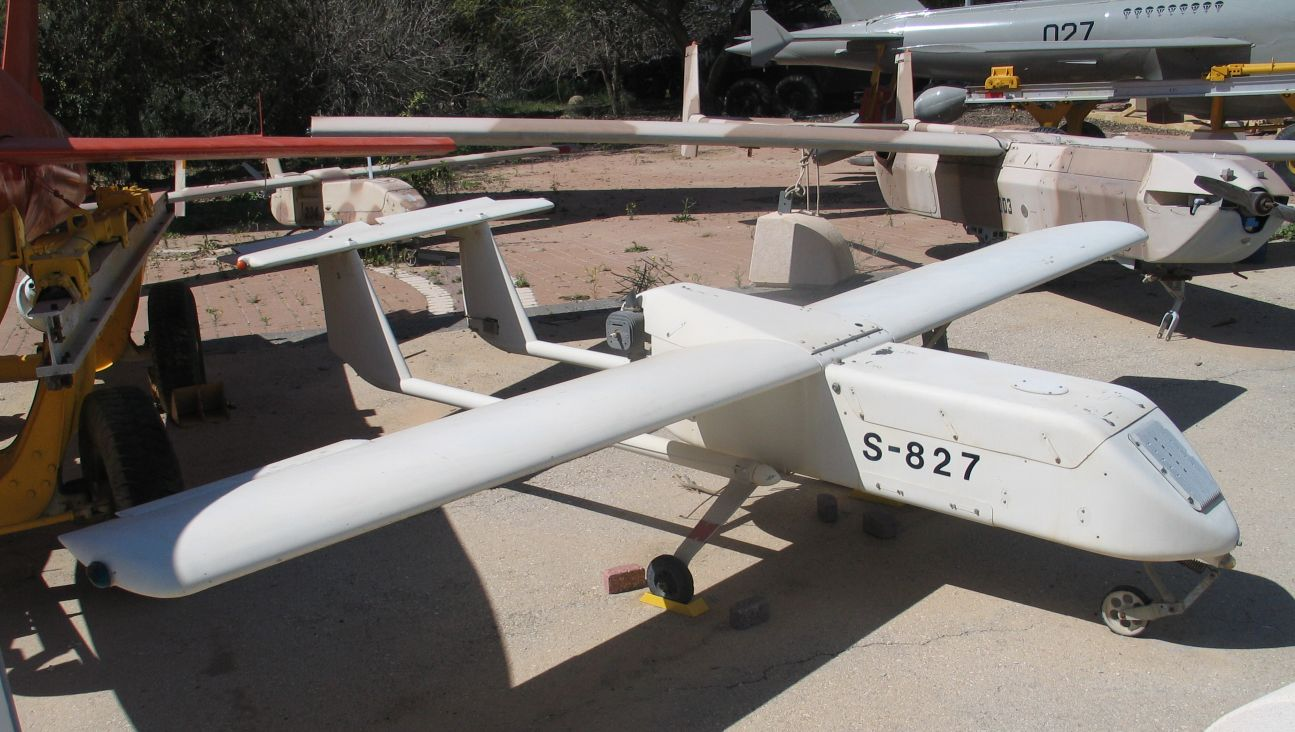
Die Tadiran/IAI Mastiff Drohne der 200. Staffel „First UAV“, hier im Museum der Israelischen Luftwaffe 2006
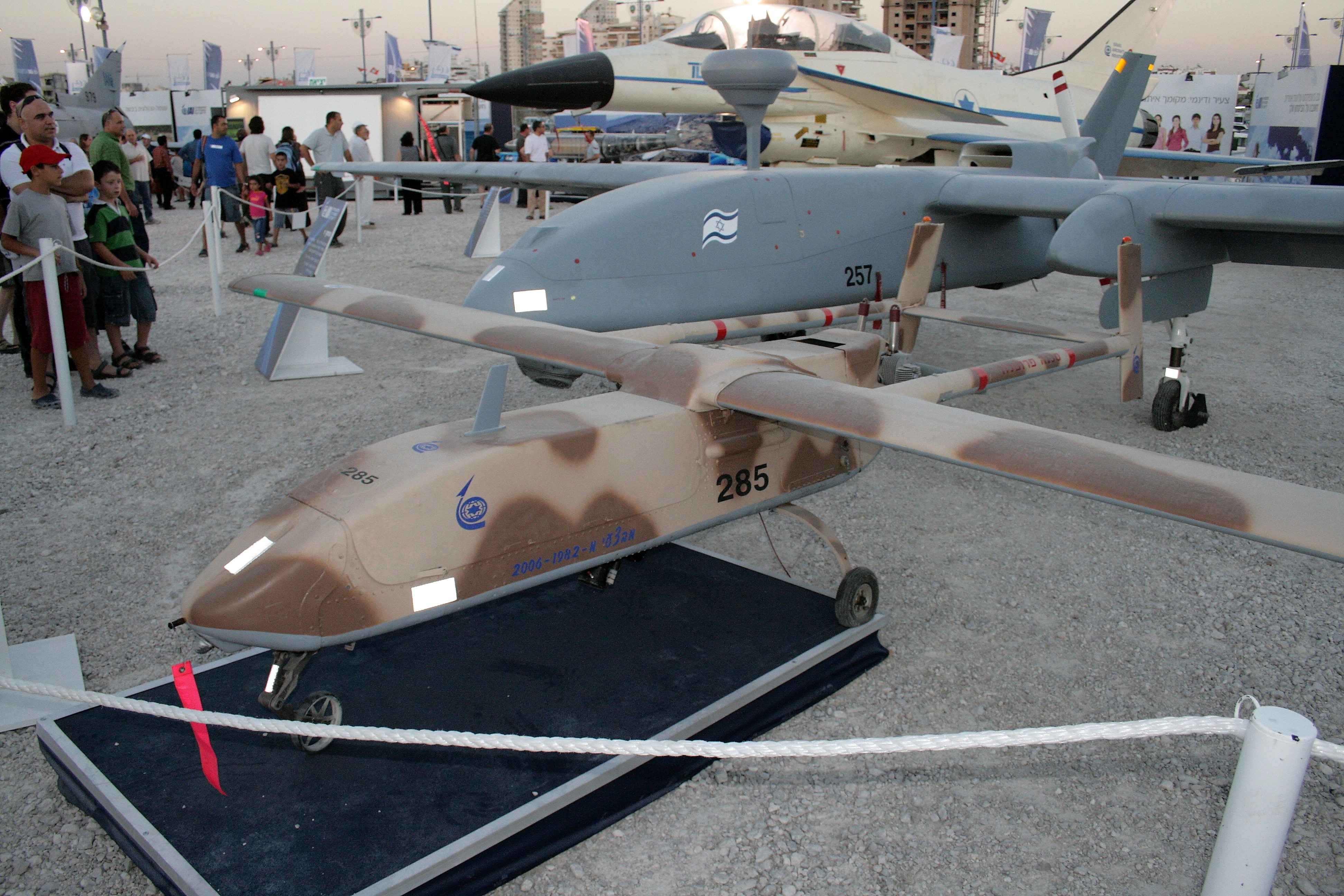
Eine IAI Scout Oriole Drohne, Konkurrent und Weiterentwicklung der Mastiff, Ausstellung im Jahr 2008
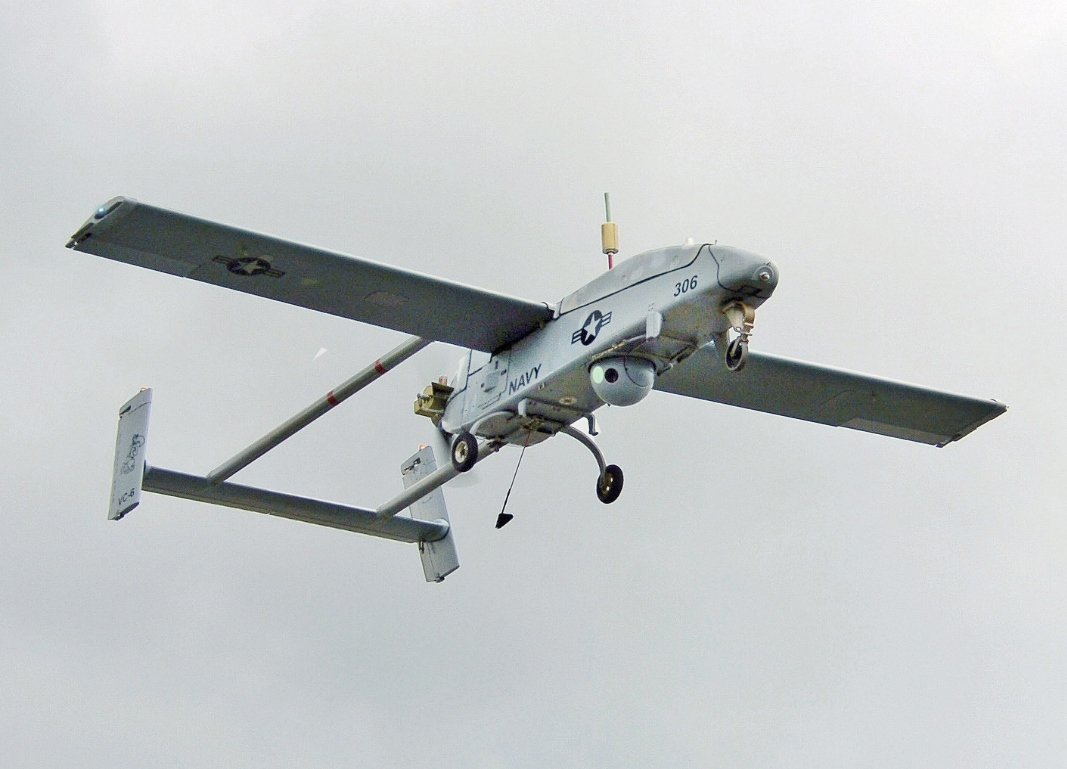
Die AAI RQ-2 Pioneer Drohne der US Navy im Jahr 2005, wurde von IAI mit entwickelt und von der IAF eingesetzt
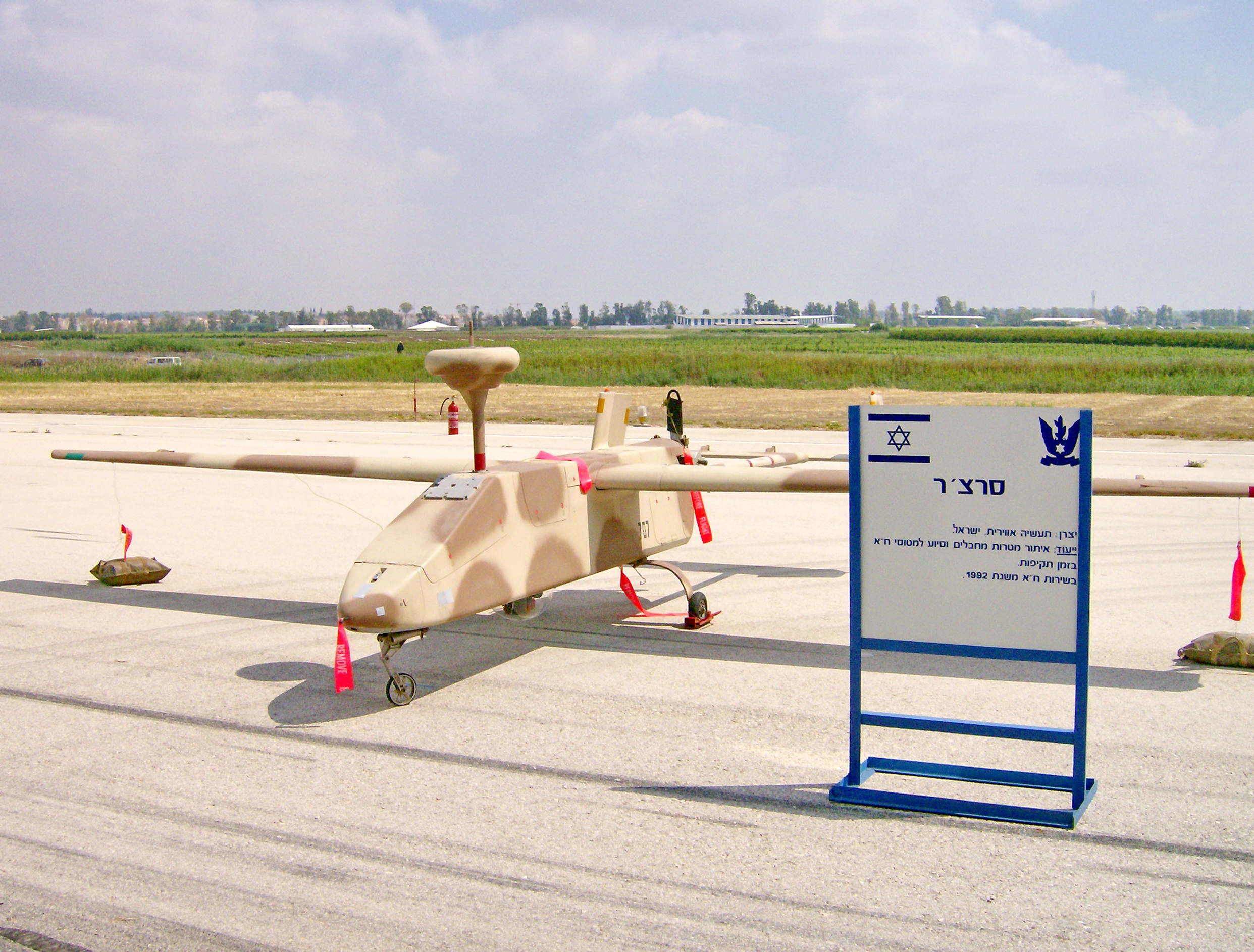
Eine IAI Searcher Hugla Drohne auf dem Militärflugplatz Tel Nof am Unabhängigkeitstag im Jahr 2007

Ab Mitte der 1990er Jahre begann die Erprobung und Einführung der Drohne IAI Heron 1 Shoval, kurz danach der Elbit Hermes 450 Zik und schließlich ab 2009 von deren Nachfolger Hermes 900 Kochav, jeweils mit eigenen Staffeln (siehe auch unter „Einheiten“). Spätestens ab diesem Zeitpunkt wurden Drohnen von der IAF nicht mehr allein für Aufklärungsflüge, sondern auch zum Abfeuern von gelenkten Raketen eingesetzt, was lange nicht offiziell bestätigt wurde. Die USAF konnte es ab 1995 mit ihrer MQ-1 Predator tun (siehe Artikel), und auch Israel tat es bald danach mit seinen Drohnen.

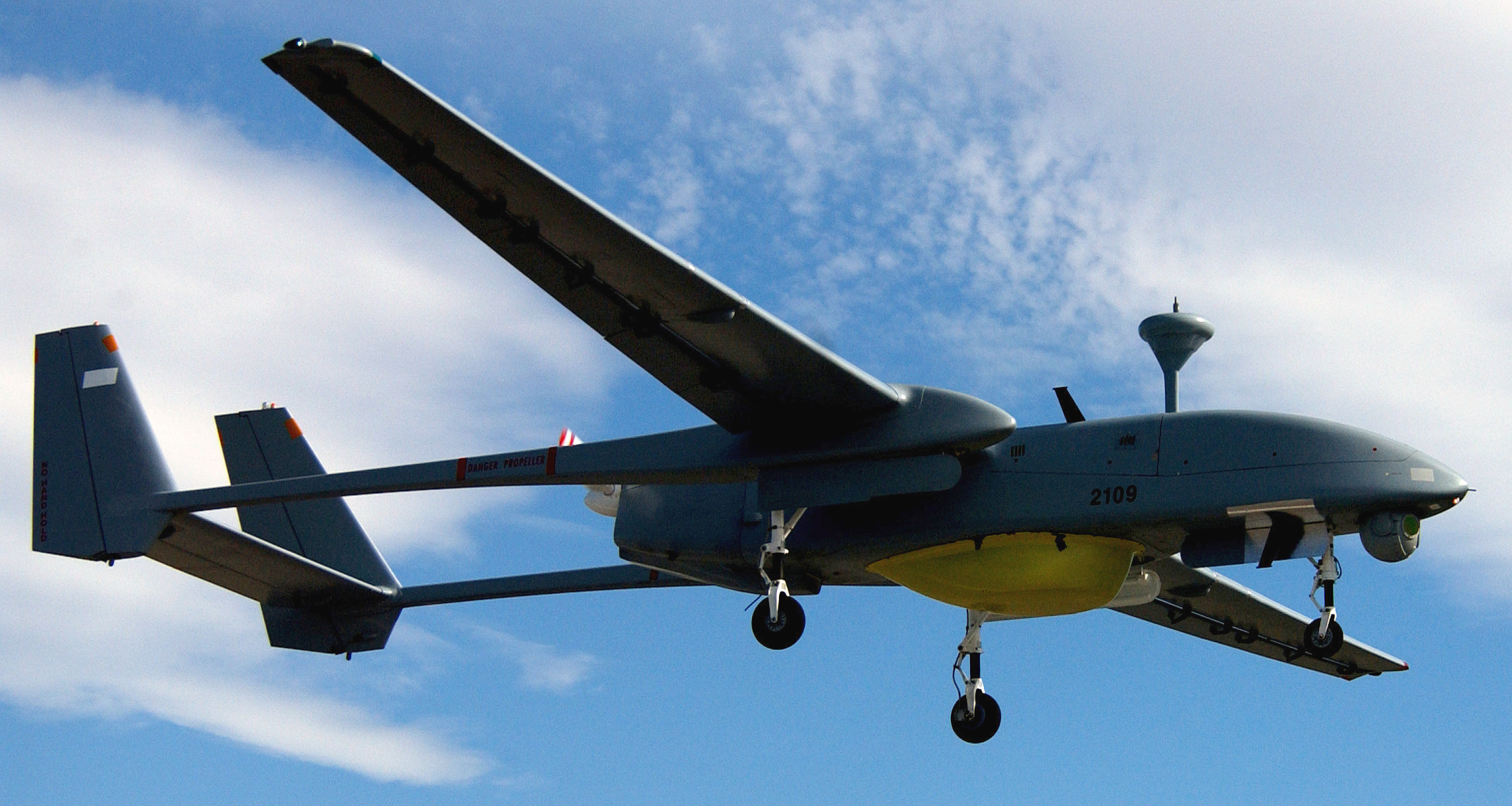
Von Mitte der 1990er bis 2023 hier stationiert: Heron 1 Shoval Drohnen
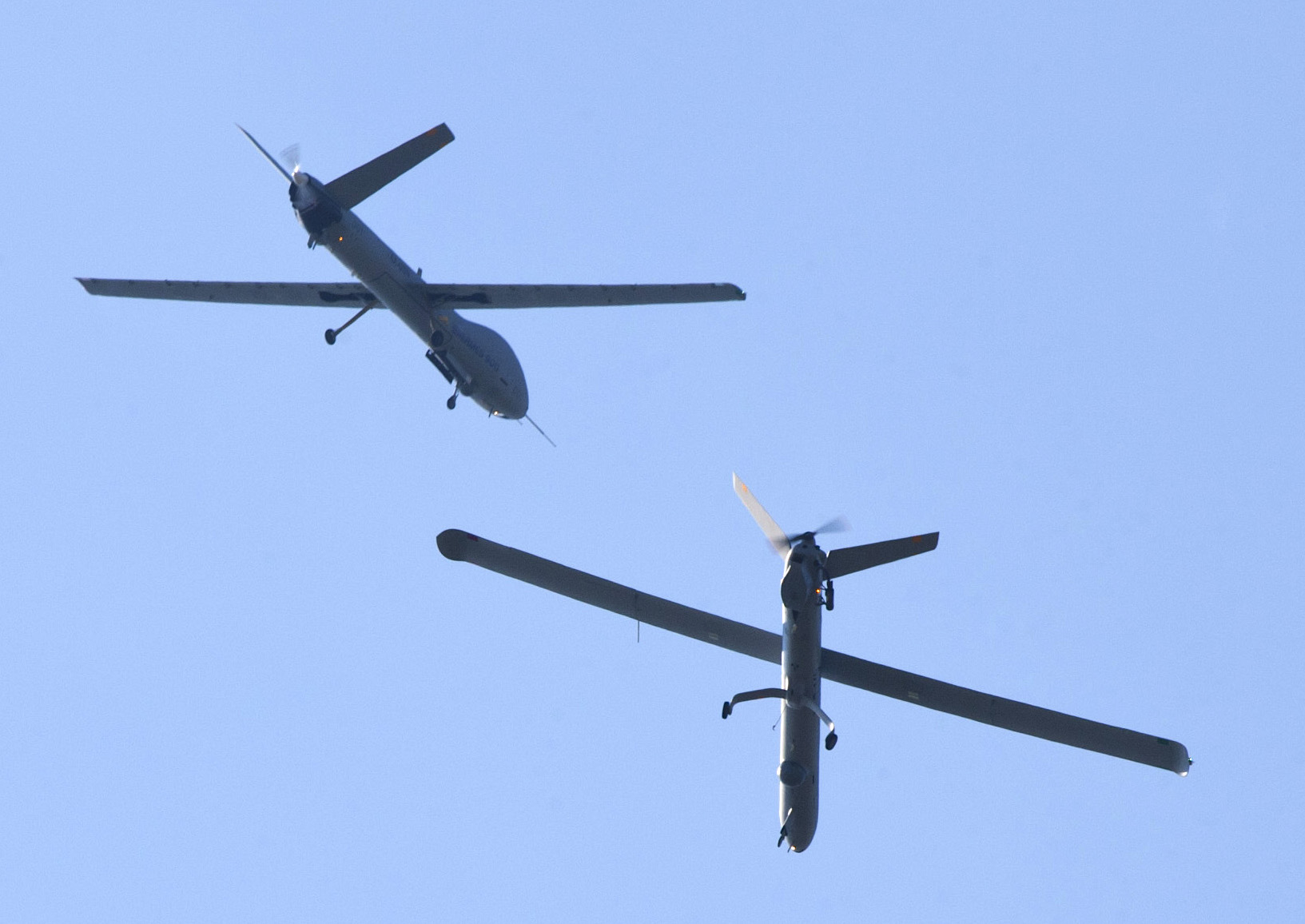
Hermes 450 Zik (unten) und Hermes 900 Kochav in Formation
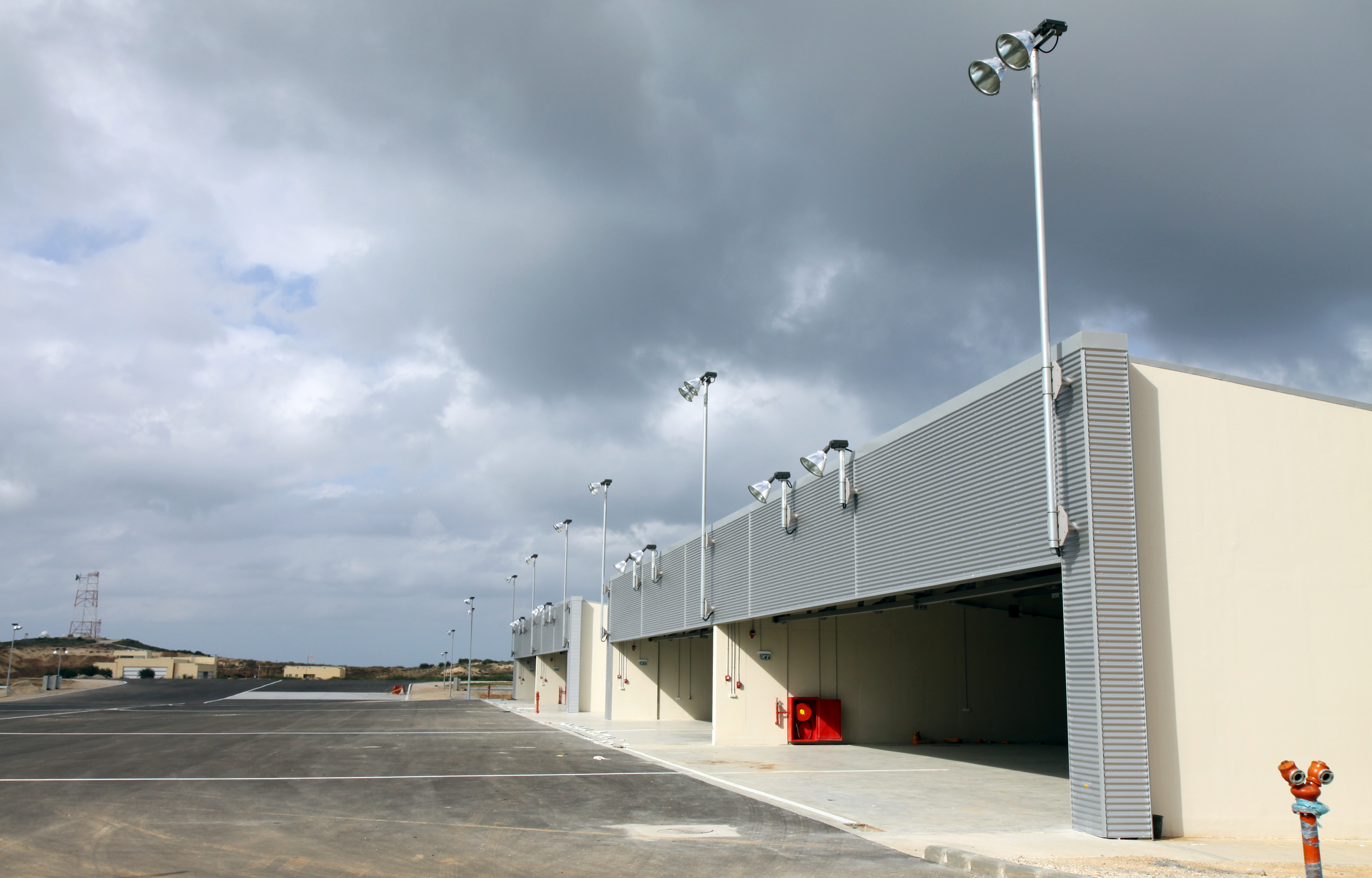
2010 errichtete Drohnen-Hangars auf der Palmachim Airbase
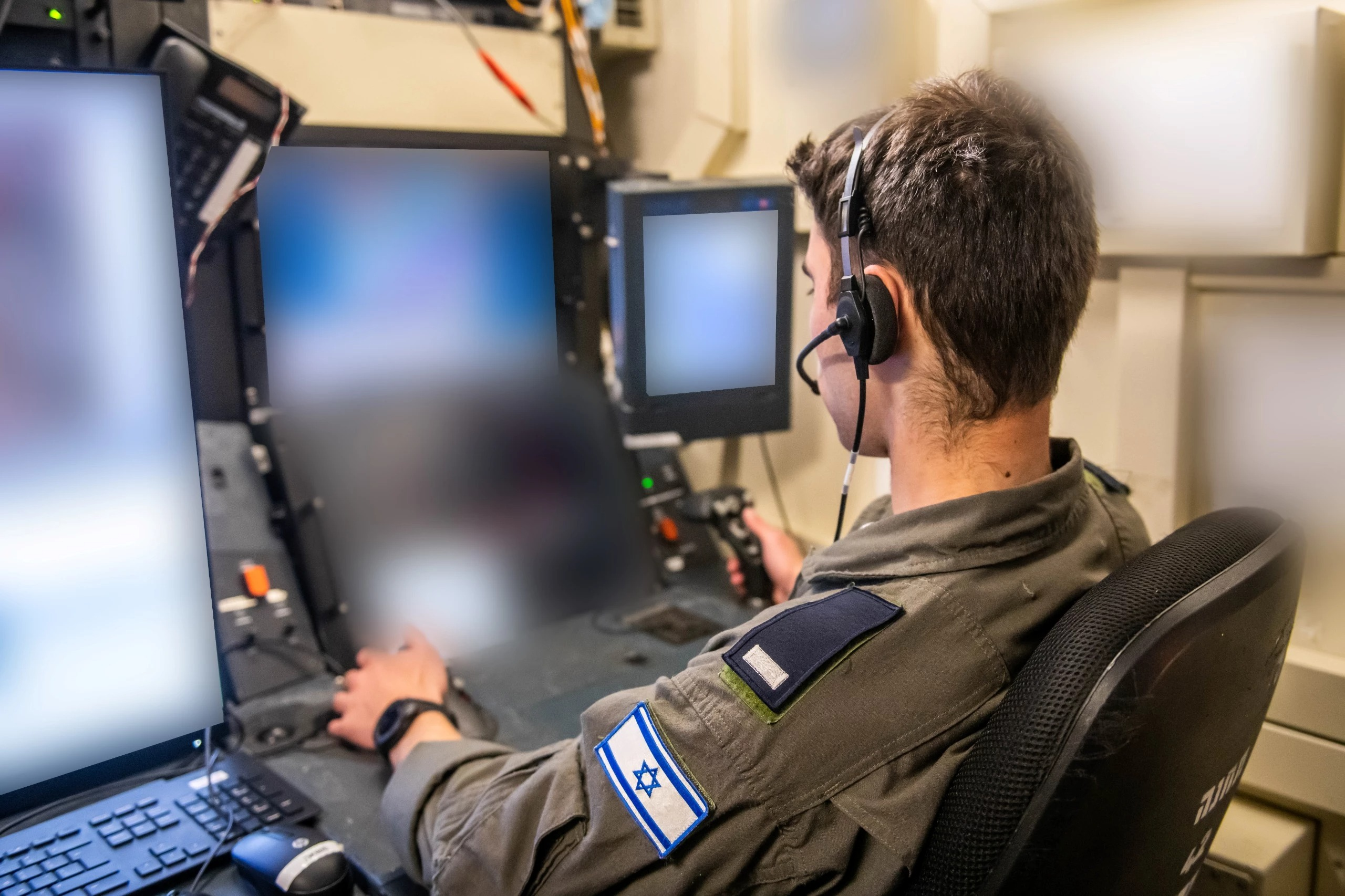
Drohnen-Operator der 147. Staffel „Goring Ram“ auf Palmachim

Im Januar 2023 wurde die 200. Staffel „First UAV“ mit den Heron 1 Shoval Drohnen von Palmachim zum Militärflugplatz Chazor verlegt.
Anfang April 2024 wurde auf der Luftwaffenbasis Palmachim die 147. Staffel „Goring Ram“ zum vierten Mal wiedereröffnet, diesmal mit Hermes 900 Kochav Drohnen. Damit sind aktuell drei Drohnenstaffeln hier stationiert.

### Arrow-2-Abwehrraketen
Die erste einsatzbereite Arrow-2-Raketenbatterie Israels wurde im Jahr 2000 südöstlich der Luftwaffenbasis installiert (Lage). Für die Zielerfassung und -verfolgung nutzt sie auf dem Militärflugfeld Ein Schemer – gemeinsam mit den dortigen Arrow-2-Raketen und weiteren auf der Luftwaffenbasis Sdot Micha – das dortige Super-Green-Pine-Radar mit 1000 Kilometer Reichweite. Die Arrow-2-Rakete war in den 1990er Jahren von Israel gemeinsam mit den USA zur Abwehr größerer Raketen entwickelt worden. Das Arrow-System wird vom Israeli Air Defense Command betrieben, das auf Palmachim seinen Sitz hat. Dieses Kommando ist eine Abteilung der IAF bzw. der Israeli Air and Space Force und ergänzt die Flugzeugstaffeln auf den Basen der Luftwaffe (siehe Fotos in der Galerie).

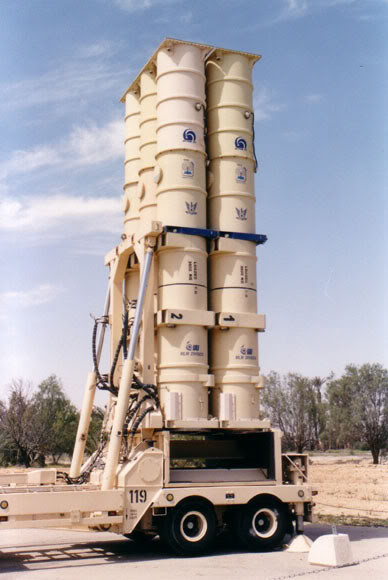
Ein mobiler Arrow-2-Launcher, wie er mehrfach südöstlich der Airbase stationiert ist
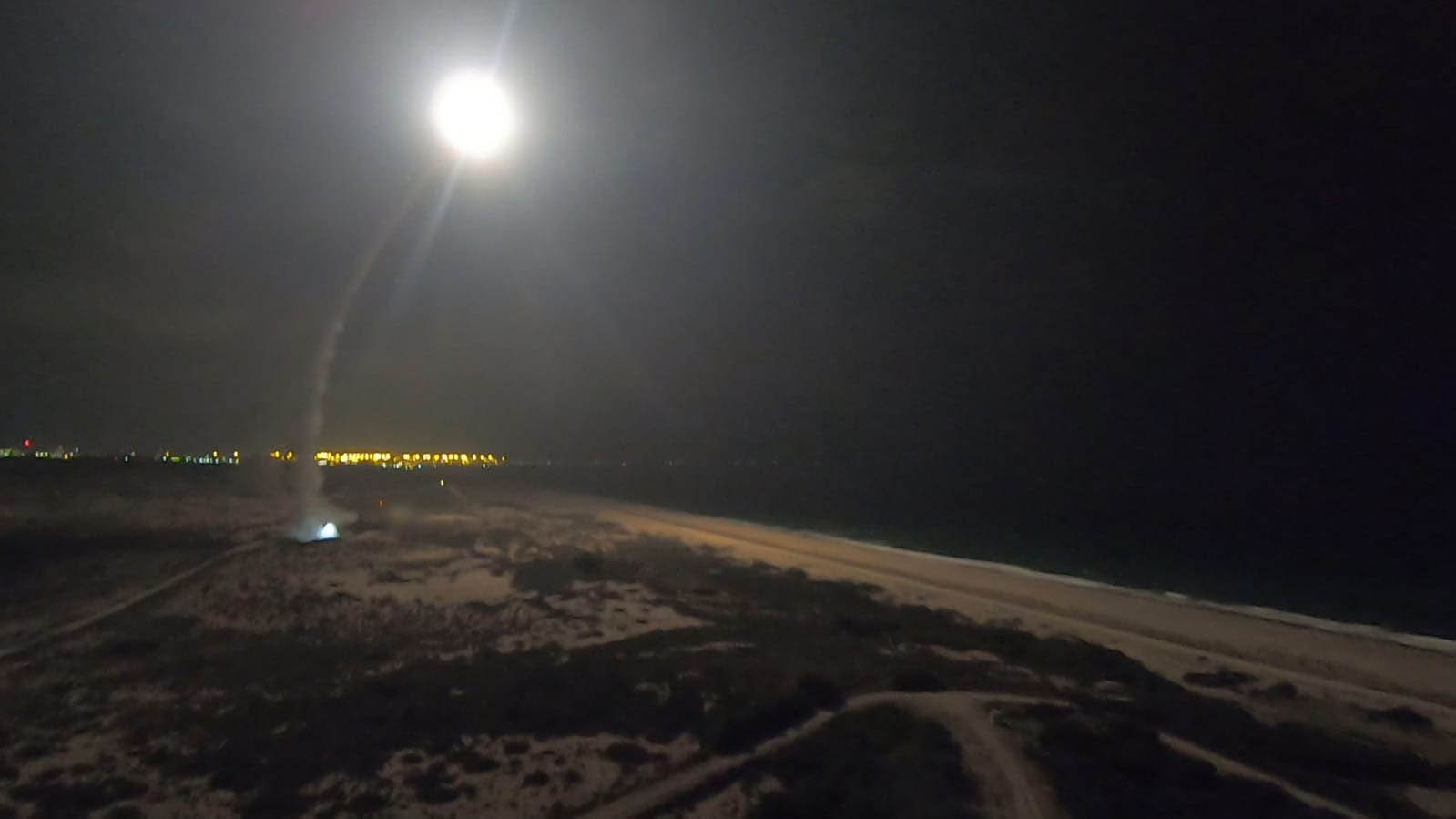
Ein Arrow-2-Teststart südlich der Basis am 12. August 2020
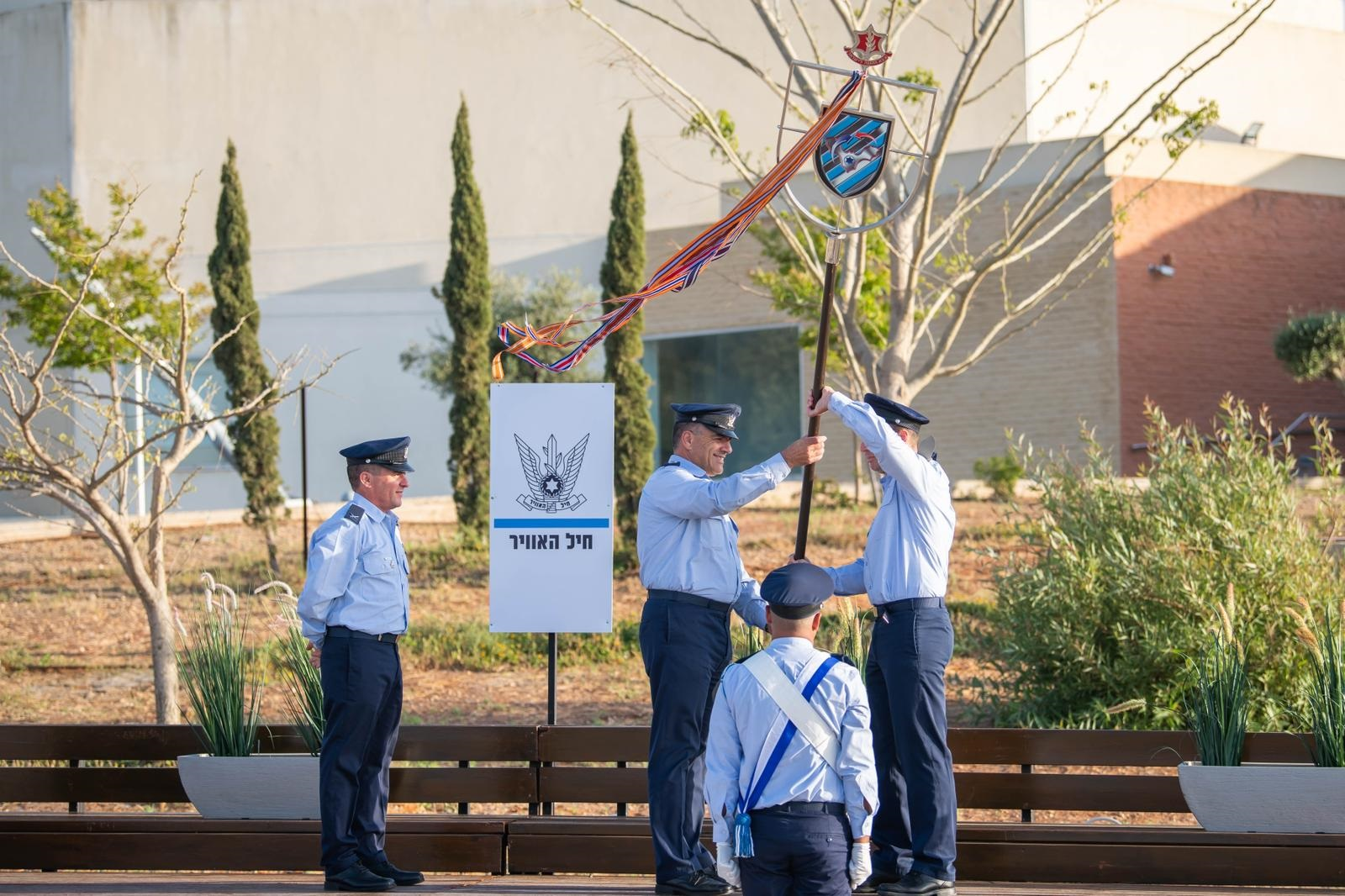
Kommandowechsel des Air Defense Command auf der Palmachim Airbase im April 2021
Das Wappen des Israeli Air Defense Command auf Palmachim

### Terrorangriff der Hamas am 7. Oktober 2023
Seit dem 7. Oktober 2023 sind die Drohnen von Palmachim und anderen israelischen Militärbasen (Tel Nof, Chazor, Ramat David) rund um die Uhr über dem Gazastreifen in der Luft, um einerseits Informationen zu sammeln, als auch Angriffe mit gelenkten Waffen durchzuführen. In Zusammenarbeit mit den Bodentruppen werden diese bei ihrem Vorrücken unterstützt, was laut israelischer Analysen in diesem Ausmaß und in dieser Qualität ein Novum in der modernen Kriegsführung darstellt.

## Einheiten
- 123. Staffel „Desert Birds“ – UH-60 Black Hawk Yanshuf Transport- und Rettungshubschrauber[14][15]
- 124. Staffel „Rolling Sword“ – UH-60/S-70A Black Hawk Yanshuf Transport- und Rettungshubschrauber[5]
- 147. Staffel „Goring Ram“ – Hermes 900 Kochav Drohnen, Anfang April 2024 wiedereröffnet[7]
- 151. Staffel für Raketentests[2][3]
- 161. Staffel „Black Snake“ – Hermes 450 Zik Drohnen[16]
- 166. Staffel „Fire Birds“ – Hermes 900 Kochav Drohnen[17]
- Einheit 669 „Flying Cats“ – Combat Search and Rescue CSAR mit UH-60 Hubschraubern (auch auf Tel Nof mit dortigen CH-53 Sea Stallion Jasʿur)[18][19][20]
- Einheit 5101 „Kingfisher“ – Jechidat Schaldag, Spezialeinheit „Eisvogel“ der IAF zur Terrorismusbekämpfung, Geiselbefreiung und verdeckten Aufklärung[21]
- Hubschrauber- und Drohnen-Simulator-Staffel
- Drohnenabteilung des Flugtestzentrums
- Drohnen-Operatorenschule
- Arrow-2-Raketenbatterie

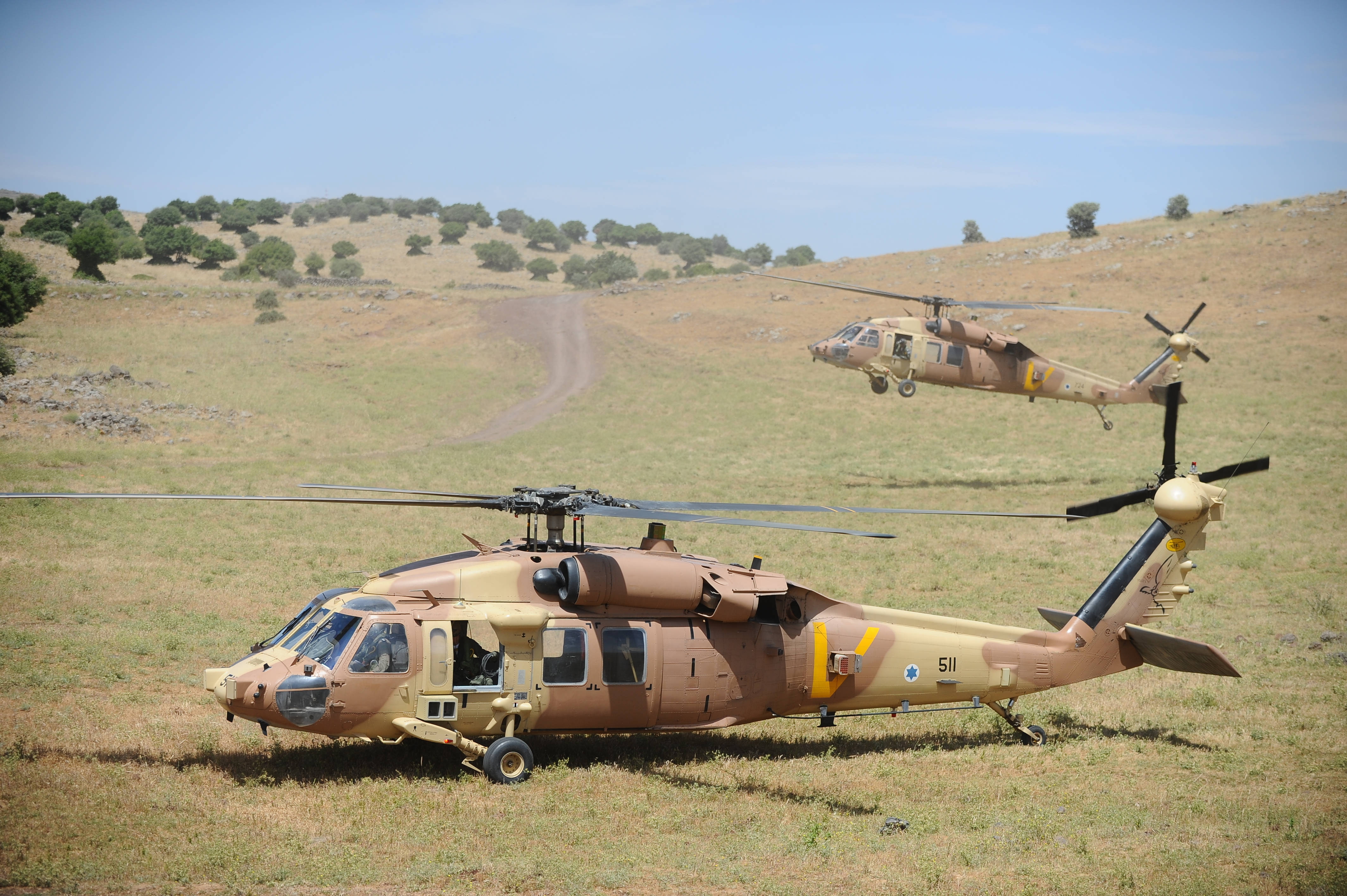
UH-60 Black Hawk Yanshuf der 123. Staffel „Desert Birds“ (gelbes Symbol am Heck) im Mai 2012
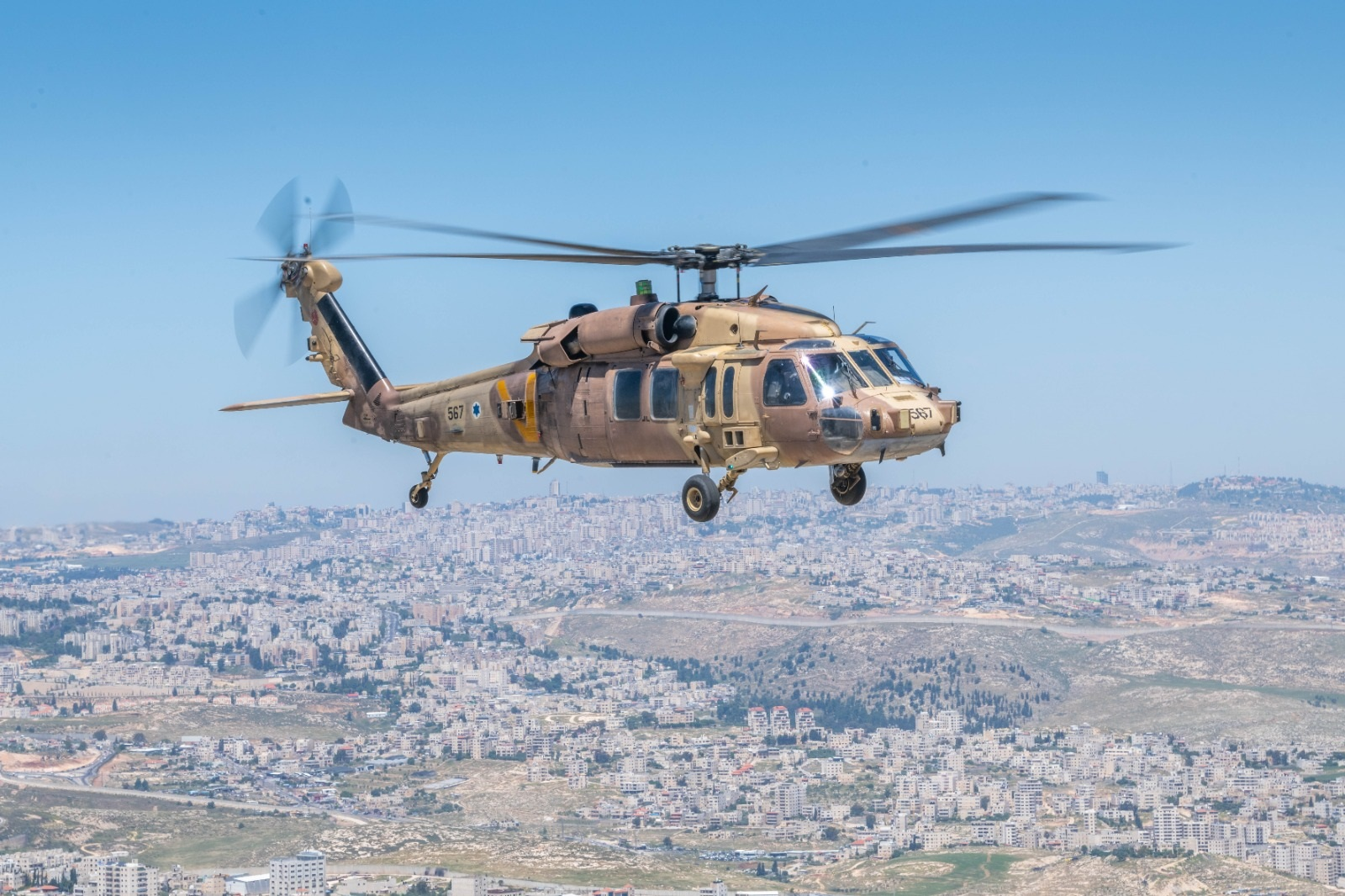
UH-60 Black Hawk Yanshuf der 124. Staffel „Rolling Sword“ (rotes Symbol am Heck) im April 2023
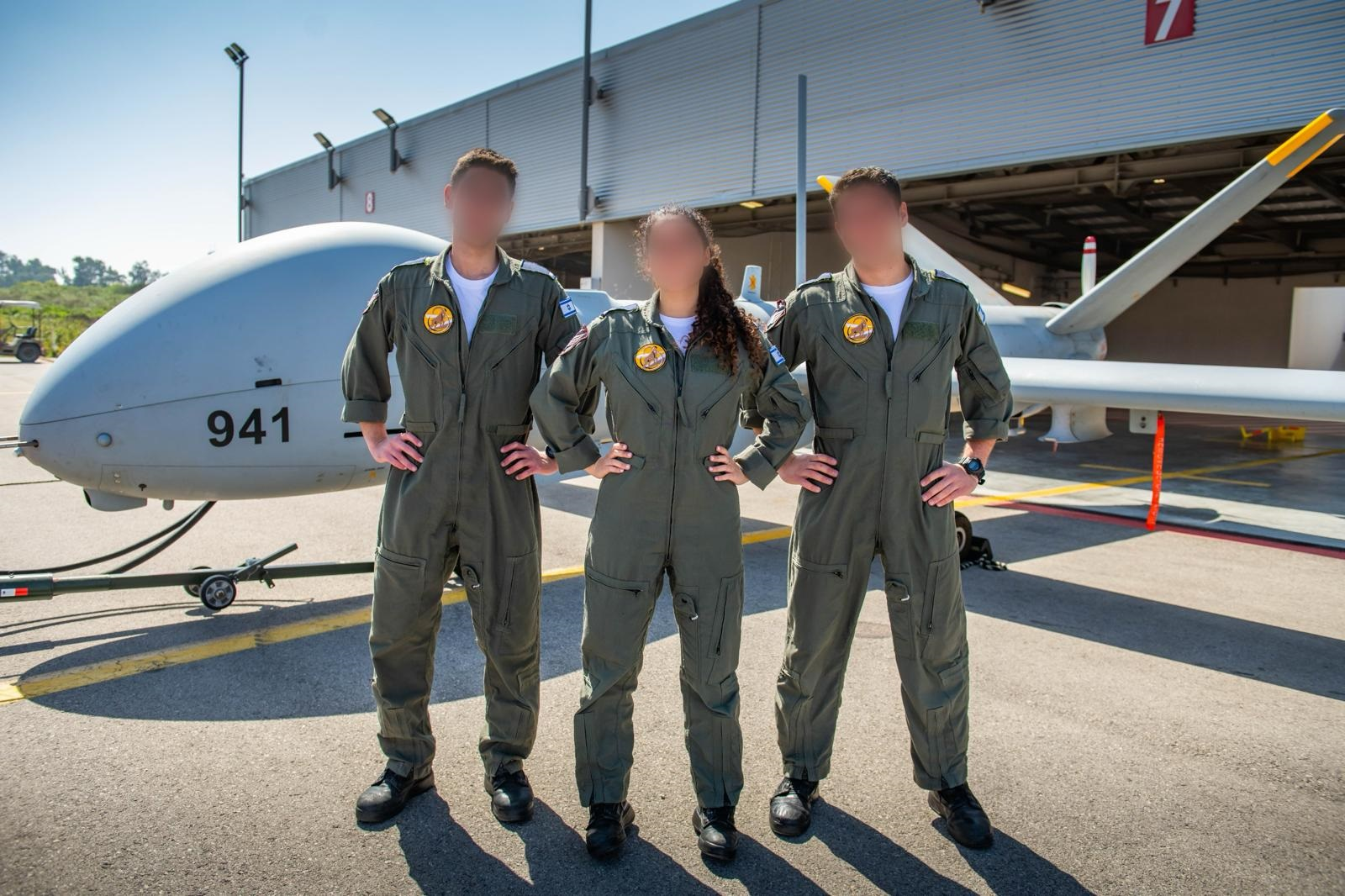
Wiedereröffnung der 147. Staffel „Goring Ram“ (siehe Overalls) mit der Hermes 900 Kochav, April 2024
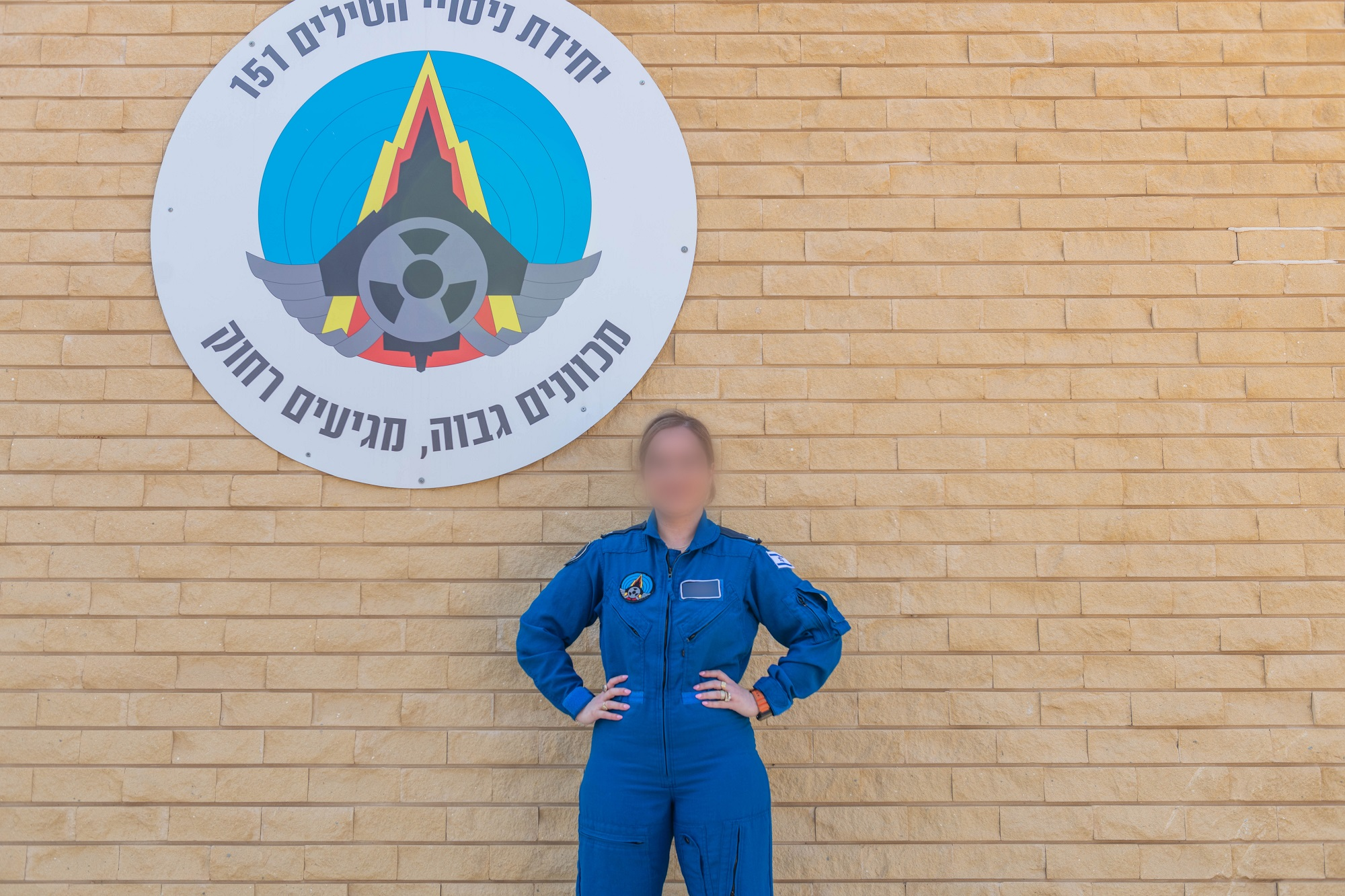
Gebäude mit Emblem der 151. Staffel für Raketentests samt Mitarbeiterin auf der Palmachim Airbase
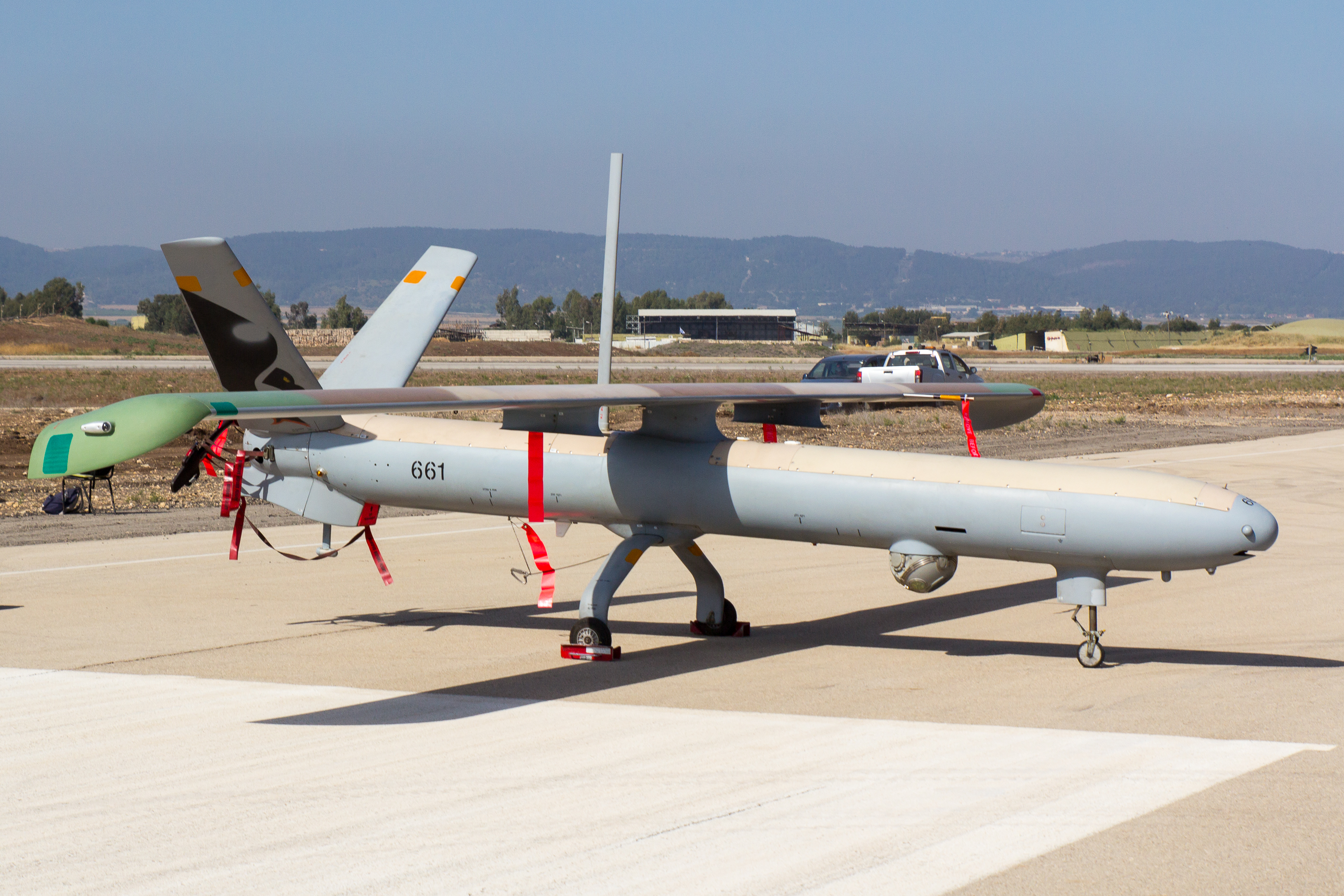
Hermes 450 Zik der 161. Staffel „Black Snake“ (siehe Heck) im Mai 2017 von der Palmachim Airbase
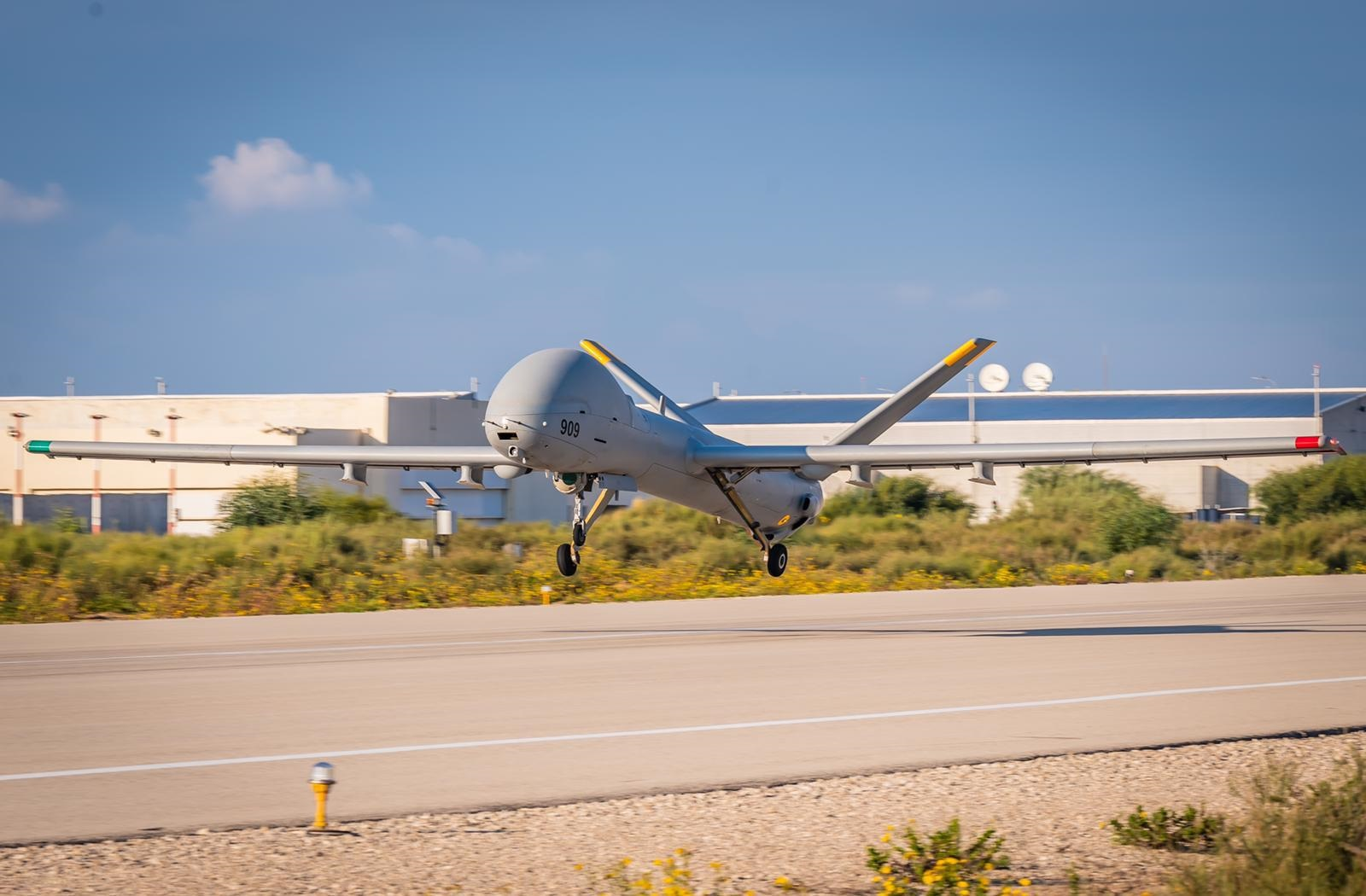
Start einer Hermes 900 Kochav der 166. Staffel „Fire Birds“ im Mai 2021 von Palmachim
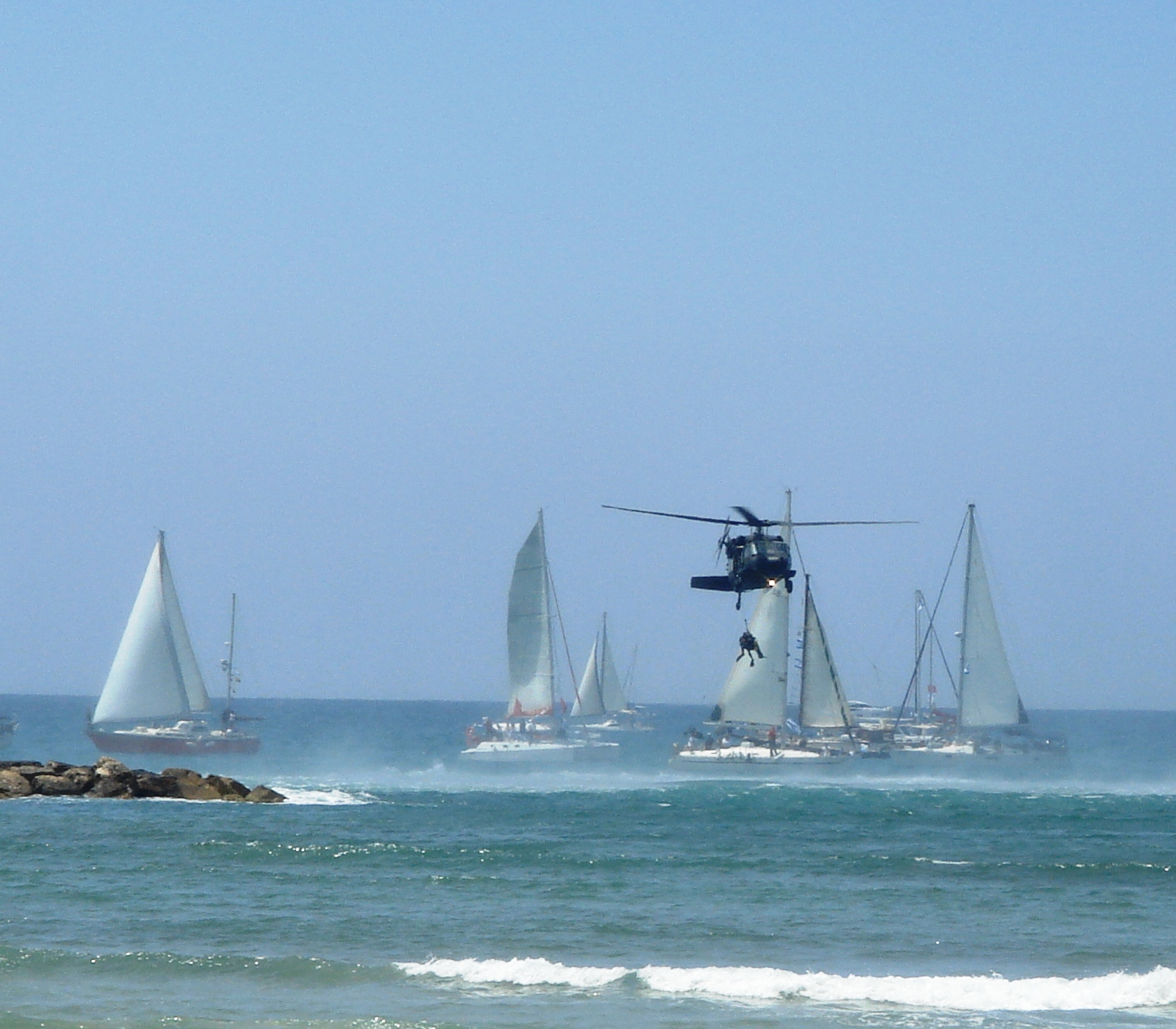
Die Einheit 669 trainiert die Rettung aus dem Meer mit einem Black-Hawk-Hubschrauber im Sept. 2008
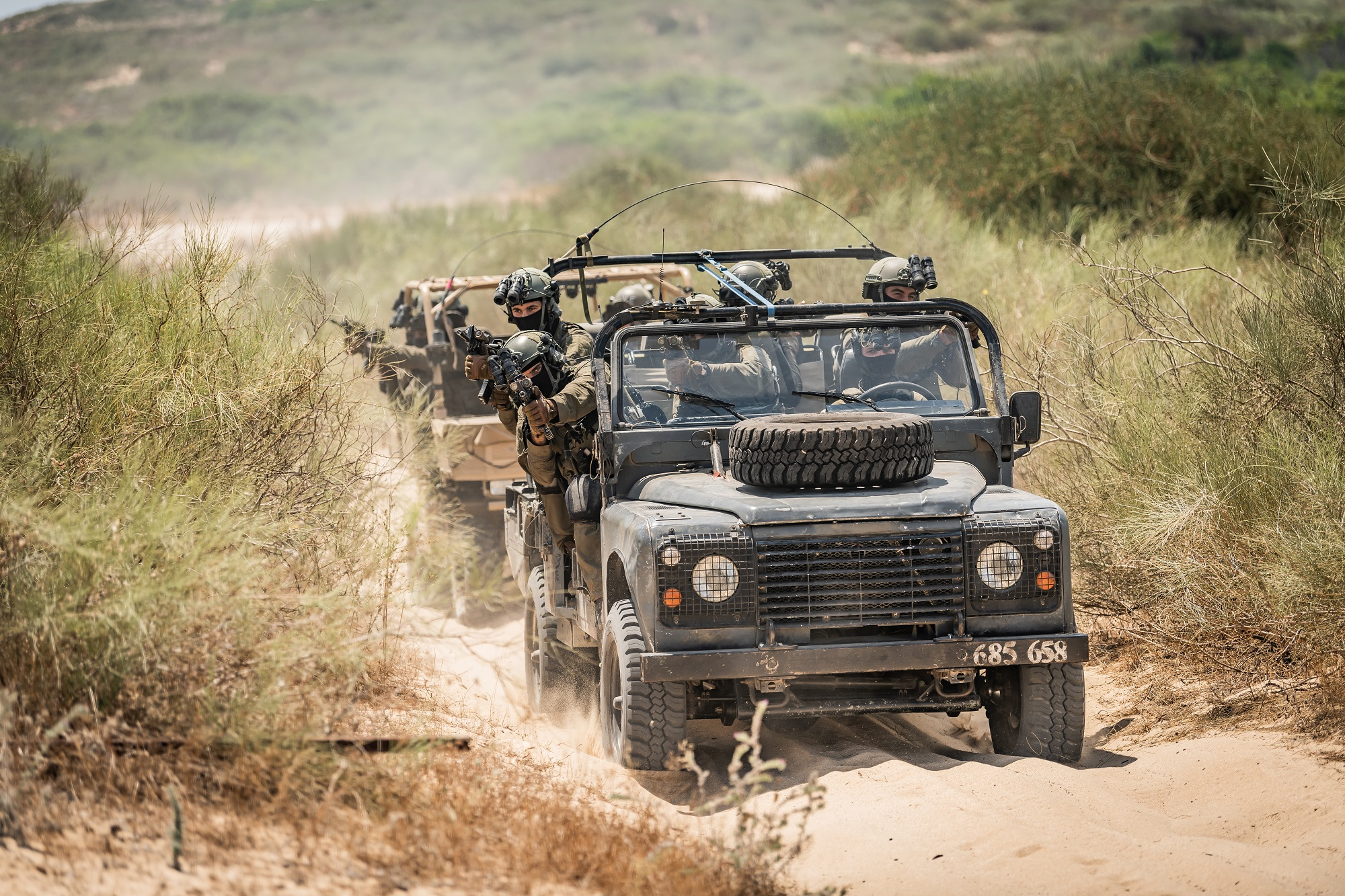
Training der Jechidat Schaldag, Spezialeinheit „Eisvogel“ der IAF, im September 2022

Hinweis: Flugzeuge der IAF lassen sich meist über die Symbole am Heck ihrer jeweiligen Staffel zuordnen.

## Zwischenfälle

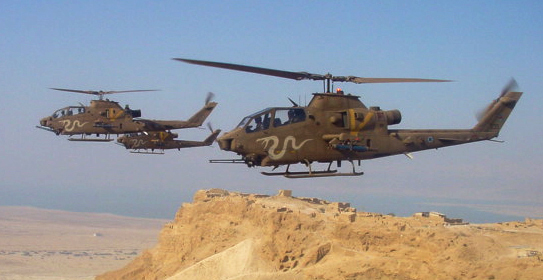
Drei AH-1 Cobra Tzefa vor der Festung Masada im Jahr 2010

Die AH-1 Cobra Tzefa Angriffshubschrauber der seit 1975/79 bzw. 1985 bestehenden beiden Staffeln auf Palmachim waren irgendwann in die Jahre gekommen, und es ereigneten sich mehrere zum Teil tödliche Unfälle. Ab 1990 standen sie zudem in Konkurrenz zu den neueren AH-64 Apache, sodass schließlich im Laufe des Jahres 2013 alle Cobras stillgelegt wurden. Außerdem waren die ebenfalls auf Palmachim stationierten Drohnen (UAVs) immer leistungsfähiger geworden, sind wesentlich günstiger in Anschaffung und Unterhalt und gefährden nicht mehr das Leben von Piloten.
- Am 15. März 1998 ereignete sich bei einer AH-1 Cobra Tzefa während des Fluges ein Explosion, was zum Absturz der Maschine über dem Meer vor der Küste Israels führte. Beide Piloten konnten nur noch tot geborgen werden.[22]

- In der Nacht zum 12. März 2013 stürzte eine AH-1 Cobra Tzefa auf ein Feld beim Kibbuz Revadim in Zentralisrael. Beide Piloten kamen bei dem Unglück ums Leben. Der Hubschrauber befand sich nach einer Übung auf dem Rückflug zum Stützpunkt Palmachim. Er fing beim Absturz kein Feuer und so konnte die Unglücksstelle erst am frühen Morgen entdeckt werden. Die IAF ordnete anschließend eine Untersuchung an, und bis auf weiteres erhielten alle anderen AH-1 Hubschrauber Startverbot.[23] Etwa fünf Wochen später wurde als Unfallursache der Bruch eines hinteren Rotorblattes ermittelt, was auf Materialermüdung hinweist.[24]

- In der Nacht vom 10. auf den 11. September 2024 stürzte ein UH-60 Black Hawk Yanshuf von Palmachim bei einem Rettungseinsatz der Einheit 669 in der Nähe von Rafah im südlichen Gazastreifen ab. Zwei Soldaten wurden getötet, sieben weitere zum Teil schwer verletzt. Man geht bisher davon aus, dass der Hubschrauber nicht durch feindlichen Beschuss zum Absturz gebracht wurde. IAF-Kommandeur Generalmajor Tomer Bar berief eine Untersuchungskommission ein.[25]

- Am 18. Juni 2025 gab der Iran bekannt, dass seine Luftabwehr eine israelische Drohne vom Typ Hermes 900 Kochav während eines Luftangriffs über der Provinz Isfahan im Zentral-Iran abgeschossen hätte und belegte das auch mit entsprechenden Videoaufnahmen. Die IDF bestätigte dies und sagte, dass die Drohne von einer Boden-Luft-Rakete abgeschossen worden sei und es keine Opfer und Verluste an Informationen gegeben hätte.[26] Langstrecken-Drohnen vom Typ Hermes 900 Kochav sind nur auf Palmachim in zwei Staffeln stationiert (siehe: Einheiten).

## Raketen und Raumfahrt

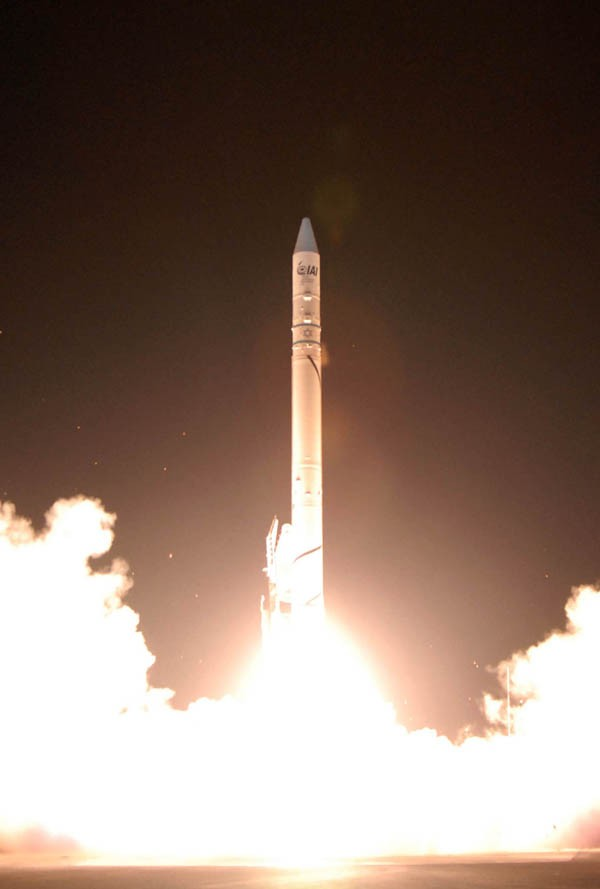
Start einer Shavit-2-Rakete mit dem Satelliten Ofeq 7 (2007)

Mit dem Start des Satelliten Ofeq 1 von Palmachim am 19. September 1988 begann für Israel die Raumfahrt von eigenem Territorium aus. Eine neuere Satellitenversion wurde erstmals am 13. September 2016 als Ofeq 11 gestartet. Die Satelliten werden mit der Shavit-Rakete in den Orbit gebracht und dienen überwiegend der militärischen Aufklärung.
Auch Teststarts der nuklear bestückbaren Jericho-Raketen erfolgten von hier, wozu es allerdings keine offiziellen Äußerungen gibt. Im Januar 2008 testete Israel hier eine mehrstufige ballistische Rakete, von der man annimmt, dass es eine Jericho-III-Rakete war, die Atomsprengköpfe etliche 1000 km weit tragen kann. Im November 2011 testete Israel erneut erfolgreich eine vermutlich verbesserte Version der Jericho III, deren lange Rauchsäule in ganz Zentralisrael zu sehen war. Im Dezember 2019 testete Israel wiederum von Palmachim aus eine Rakete, von der man annimmt, dass sie eine Weiterentwicklung der Jericho-Rakete ist.
Aufgrund der geografischen Lage Israels und feindseliger Beziehungen zu den Nachbarländern starten die Raketen nach Westen über das Mittelmeer. Damit wird ein Überfliegen feindlicher Länder vermieden und verhindert, dass bei einem Absturz Teile auf besiedelte Gebiete fallen. Die gestarteten Satelliten befinden sich auf nichtäquatorialen Bahnen und gehören zu den wenigen Erdsatelliten, welche die Erde in Ost-West-Richtung umkreisen. Der Start gegen die Erdrotation verursacht einen um ca. 30 % höheren Treibstoffverbrauch.

### Letzte Starts
- 11. Juni  2007 – Ofeq 7 (Satellit)
- 17. Januar 2008 – Version der Jericho-III-Rakete
- 22. Juni 2010 – Ofeq 9 (Satellit)
- 2. November 2011 – weitere Version der Jericho-III-Rakete
- 9. April 2014 – Ofeq 10 (Satellit)
- 13. September 2016 – Ofeq 11 (Satellit)
- 29. Mai 2017 – Rocket Propulsion System (Teststart)
- 6. Juli 2020 – Ofeq 16 (Satellit)
- 29. März 2023 – Ofeq 13 (Satellit)[31]

Das Datum ist jeweils in israelischer Ortszeit angegeben.

## Umgebung
Direkt östlich des Geländes wurde noch vor dem Flugplatz ab dem Jahr 1960 das Kernforschungszentrum Sorek errichtet, das auf seinem Gelände einen Forschungsreaktor, ein Zyklotron und einen Linearbeschleuniger beherbergt. Es wurde damals von den USA geliefert und ist nicht geeignet zum Bau von Atombomben, sondern dient der Grundlagenforschung.